# Aspire Dome
 (mars 2025).
Si vous disposez d'ouvrages ou d'articles de référence ou si vous connaissez des sites web de qualité traitant du thème abordé ici, merci de compléter l'article en donnant les références utiles à sa vérifiabilité et en les liant à la section « Notes et références ».
L'ASPIRE Dome est le centre de l'académie Aspire pour l'excellence sportive, un centre sportif en intérieur, situé dans la ville de Doha, au Qatar. Il est climatisé.

## Historique
La capacité du stade, inauguré en 2005, est de 15 000 places. Il accueille des événements sportifs en intérieur comme le basket-ball, le volley-ball et l'athlétisme. Il accueille également des concerts. Le bâtiment a été conçu par l'architecte français Roger Taillibert. Il a accueilli quelques événements des Jeux asiatiques de 2006, et était également le lieu où s'est déroulé le championnat du monde d'athlétisme indoor de 2010.